# Euro Hockey Challenge 2011
Die Euro Hockey Challenge 2011 war die erste Austragung des von der Internationalen Eishockey-Föderation IIHF organisierten gleichnamigen Wettbewerbs. Der Wettbewerb begann am 30. März 2011 und sollte zunächst im Frühjahr 2012 enden. Aufgrund einer Formatänderung im folgenden Jahr galt das Turnier am 17. April 2011 als beendet. Die Spiele der inoffiziellen Eishockey-Europameisterschaft dienten für die Nationalmannschaften als Vorbereitung auf die Weltmeisterschaft in der Slowakei im Jahr 2011.

## Teilnehmer
Teilnahmeberechtigt waren die besten zwölf europäischen Mannschaften der IIHF-Weltrangliste.
Für die Austragung 2011/12 sind dies:
| Pool A - Russland - Schweden - Finnland - Tschechien | Pool B - Schweiz - Slowakei - Deutschland - Belarus - Norwegen - Lettland | Pool C - Dänemark - Österreich |

### Gruppeneinteilung
| Gruppe A        | Gruppe B         |
| Russland (A1)   | Schweden (A2)    |
| Tschechien (A4) | Finnland (A3)    |
| Schweiz (B1)    | Slowakei (B2)    |
| Belarus (B4)    | Deutschland (B3) |
| Norwegen (B5)   | Lettland (B6)    |
| Dänemark (C1)   | Österreich (C2)  |

| Gruppe A         | Gruppe B        |
| Russland (A1)    | Schweden (A2)   |
| Tschechien (A4)  | Finnland (A3)   |
| Slowakei (B2)    | Schweiz (B1)    |
| Deutschland (B3) | Belarus (B4)    |
| Lettland (B6)    | Norwegen (B5)   |
| Dänemark (C1)    | Österreich (C2) |

## Modus
Während des Turniers, das zunächst mit zwei Saisonphasen im Frühjahr 2011 und 2012 mit zwölf Spielen pro Team geplant war, spielte jede Mannschaft insgesamt sechs Spiele. Zwischen zwei Mannschaften wurden in der Regel jeweils zwei Spiele innerhalb von zwei oder drei Tagen in einem Land gespielt. Alle Spiele werden in eine Tabelle aufgenommen.
Gemäß der IIHF-Weltrangliste waren die zwölf Nationen in drei Pools eingeteilt. Dabei bildeten die ersten vier Teams Pool A, die nächsten sechs Teams Pool B und die beiden letzten Teams Pool C. Alle zwölf Teams wiederum wurden in zwei Gruppen A und B aufgeteilt. In der ersten Phase im April 2011 spielten zwei A-Pool-Mannschaften und eine C-Pool-Mannschaft der Gruppe A gegen drei B-Pool-Teams der Gruppe A. Zwei Pool-A-Mannschaften sowie eine Pool-C-Mannschaft der Gruppe B spielten gegen die drei weiteren Pool-B-Teams der Gruppe B. In der zweiten Phase im April 2012 sollten die drei Pool-B-Teams jeweils die Gruppen wechseln.
Gespielt wurde im Drei-Punkte-System, das heißt für einen Sieg bekam die jeweilige Mannschaft drei Punkte, bei einem Overtime-Sieg zwei Punkte, bei einer Niederlage nach Verlängerung einen Punkt.

## Turnierverlauf

### 1. Spieltag
Bereits der erste Spieltag der Euro Hockey Challenge brachte einige Überraschungen mit sich. Nach zwei Siegen über Österreich übernahm Deutschland nach den ersten beiden Spielen die Tabellenführung vor Schweden. Diese beiden Teams sowie Finnland und Tschechien waren die einzigen Mannschaften, die verlustpunktfrei blieben. Bei den Spielen gab es ebenso einige nicht zu erwartende Ergebnisse. So rang Dänemark der Schweiz einen Sieg im Penaltyschießen ab. Die Serie zwischen Russland und Belarus konnten die Belarussen für sich entscheiden. Zwar verloren sie die erste Partie knapp im Penaltyschießen, gewannen die zweite Begegnung aber mit 6:4, womit Russland nur zwei von möglichen sechs Punkten errang.
| 1. April 2011 19:00 Uhr | Russland | 3:2 n. P. (1:2, 1:0, 0:0, 0:0, 1:0) | Belarus | Arena, Smolensk Zuschauer: 800 |

| 2. April 2011 17:00 Uhr | Russland | 4:6 (1:1, 2:4, 1:1) | Belarus | Arena, Smolensk Zuschauer: 875 |

| 1. April 2011 19:00 Uhr | Norwegen | 1:2 (0:0, 0:0, 1:2) | Tschechien | Olympiske Fjellhall, Gjøvik Zuschauer: 766 |

| 2. April 2011 15:00 Uhr | Norwegen | 1:2 (0:0, 0:1, 1:1) | Tschechien | Olympiske Fjellhall, Gjøvik Zuschauer: 715 |

| 30. März 2011 19:30 Uhr | Schweden | 4:1 (2:0, 1:1, 1:0) | Lettland | Arena, Umeå Zuschauer: 4.078 |

| 1. April 2011 19:30 Uhr | Schweden | 7:4 (0:1, 4:2, 3:1) | Lettland | Kraft Arena, Skellefteå Zuschauer: 3.846 |

| 1. April 2011 18:30 Uhr | Finnland | 3:1 (2:0, 0:0, 1:1) | Slowakei | Isku Areena, Lahti Zuschauer: 4.006 |

| 2. April 2011 16:00 Uhr | Finnland | 3:2 (0:0, 3:2, 0:0) | Slowakei | Jäähalli, Kouvola Zuschauer: 3.868 |

| 1. April 2011 20:00 Uhr | Schweiz | 4:1 (1:0, 2:0, 1:1) | Dänemark | Centro Sportivo, Bellinzona Zuschauer: 1.100 |

| 3. April 2011 13:00 Uhr | Schweiz | 2:3 n. P. (1:1, 1:1, 0:0, 0:0, 0:1) | Dänemark | Pista la Valascia, Ambrì Zuschauer: 1.327 |

| 31. März 2011 19:45 Uhr | Deutschland | 7:0 (1:0, 2:0, 4:0) | Österreich | Städtisches Kathrein-Stadion, Rosenheim Zuschauer: 3.200 |

| 1. April 2011 20:00 Uhr | Deutschland | 4:2 (2:1, 2:1, 0:0) | Österreich | Städtische Eissporthalle, Landshut Zuschauer: 3.950 |

### 2. Spieltag
Nach dem zweiten Spieltag übernahm Finnland die Tabellenführung vor Schweden und Tschechien. Die Skandinavier waren die beiden einzigen Teams, die noch die Maximalpunktzahl vorweisen konnten. Der bisherige Tabellenführer konnte die erste Position nach zwei knappen Niederlagen in Schweden nicht verteidigen. Für eine positive Überraschungen sorgte abermals Belarus, das Tschechien im ersten Aufeinandertreffen knapp bezwingen konnte. Ebenfalls erfolgreich blieb die Schweiz, die gegen Russland fünf von sechs möglichen Punkten errang. Die Russen blieben mit nur drei Punkten weiterhin hinter den Erwartungen zurück und rangierten auf dem zehnten Platz. Hingegen fand die Slowakei mit zwei Siegen über Lettland langsam in die Runde. Die Letten blieben mit den Österreichern weiterhin punktlos, während Norwegen und Dänemark jeweils mit einem Sieg aus ihrer Serie gingen.
| 8. April 2011 20:10 Uhr | Schweiz | 4:2 (1:0, 1:1, 2:1) | Russland | BCF-Arena, Fribourg Zuschauer: 6.000 |

| 10. April 2011 14:30 Uhr | Schweiz | 5:4 n. V. (1:1, 1:1, 2:2, 1:0) | Russland | Diners-Club Arena, Rapperswil Zuschauer: 4.022 |

| 8. April 2011 19:00 Uhr | Belarus | 3:2 n. P. (0:0, 1:0, 1:2, 0:0, 1:0) | Tschechien | Arena, Minsk Zuschauer: 7.820 |

| 9. April 2011 16:00 Uhr | Belarus | 2:3 (1:1, 0:0, 1:2) | Tschechien | Arena, Babrujsk Zuschauer: 7.000 |

| 6. April 2011 19:30 Uhr | Schweden | 2:1 (1:0, 1:0, 0:1) | Deutschland | Sannarpshallen, Halmstad Zuschauer: 3.137 |

| 8. April 2011 19:30 Uhr | Schweden | 2:0 (1:0, 1:0, 0:0) | Deutschland | Scandinavium, Göteborg Zuschauer: 6.061 |

| 7. April 2011 19:30 Uhr | Lettland | 0:5 (0:1, 0:2, 0:2) | Finnland | Arena, Riga Zuschauer: 2.450 |

| 8. April 2011 19:30 Uhr | Lettland | 3:5 (1:1, 2:2, 0:2) | Finnland | Arena, Riga Zuschauer: 2.511 |

| 8. April 2011 17:00 Uhr | Slowakei | 4:0 (3:0, 1:0, 0:0) | Österreich | Zimný Štadión, Trenčín Zuschauer: 5.310 |

| 9. April 2011 17:00 Uhr | Slowakei | 5:3 (0:0, 2:3, 3:0) | Österreich | Zimný Štadión, Trenčín Zuschauer: 5.984 |

| 7. April 2011 19:30 Uhr | Dänemark | 1:4 (0:0, 1:0, 0:4) | Norwegen | Skøjte Arena, Rødovre Zuschauer: 1.850 |

| 9. April 2011 19:30 Uhr | Dänemark | 4:2 (3:1, 0:1, 1:0) | Norwegen | Skøjtehal, Gladsaxe Zuschauer: 1.325 |

### 3. Spieltag
Am dritten und letzten Spieltag des Jahres 2011 konnte Finnland die Tabellenführung vor Schweden verteidigen, obwohl beide Teams jeweils ein Spiel verloren. Die Schweden unterlagen der Slowakei, die mit einem 5:1-Sieg ein Ausrufezeichen setzte. Und Finnland unterlag Deutschland, das damit nach 16 Jahren erstmals wieder gegen die Skandinavier gewann. Weiter gut in Form zeigten sich auch die Schweizer, die eine Partie in Tschechien gewannen und damit bestes Team des B-Pools waren. Russland konnte im sechsten Anlauf gegen Norwegen endlich den ersten Drei-Punkte-Sieg einfahren und verbesserte sich auf den achten Rang. Am Tabellenende sammelten die Österreicher und Letten ihre ersten Punkte. In der Serie gegeneinander konnten beide Teams jeweils ein Spiel im Penaltyschießen gewinnen. Sie lagen damit knapp hinter Norwegen.
| 16. April 2011 17:00 Uhr | Russland | 4:3 n. P. (2:1, 0:1, 1:1, 0:0, 1:0) | Norwegen | Eissportarena, St. Petersburg Zuschauer: 9.450 |

| 17. April 2011 15:00 Uhr | Russland | 6:2 (3:2, 2:0, 1:0) | Norwegen | Eissportarena, St. Petersburg Zuschauer: 9.320 |

| 15. April 2011 17:30 Uhr | Tschechien | 1:0 (0:0, 0:0, 1:0) | Schweiz | Zimní stadion Ivana Hlinky, Litvínov Zuschauer: 2.849 |

| 16. April 2011 17:30 Uhr | Tschechien | 2:3 (1:0, 1:1, 0:2) | Schweiz | Zimní stadion Ivana Hlinky, Litvínov Zuschauer: 2.146 |

| 13. April 2011 17:00 Uhr | Slowakei | 2:5 (2:2, 0:0, 0:3) | Schweden | Steel Aréna, Košice Zuschauer: 7.000 |

| 15. April 2011 17:00 Uhr | Slowakei | 5:1 (2:0, 3:1, 0:0) | Schweden | Steel Aréna, Košice Zuschauer: 8.347 |

| 14. April 2011 19:30 Uhr | Deutschland | 2:4 (0:1, 0:1, 2:2) | Finnland | Eisarena, Bremerhaven Zuschauer: 1.000 |

| 15. April 2011 20:00 Uhr | Deutschland | 4:2 (3:0, 1:1, 0:1) | Finnland | Eissporthalle, Nordhorn Zuschauer: 2.686 |

| 15. April 2011 19:00 Uhr | Belarus | 3:4 n. P. (1:0, 0:1, 2:2, 0:0, 0:1) | Dänemark | Arena, Minsk Zuschauer: 3.840 |

| 16. April 2011 17:00 Uhr | Belarus | 7:1 (5:0, 2:0, 0:1) | Dänemark | Eissportpalast, Salihorsk Zuschauer: 1.560 |

| 13. April 2011 20:15 Uhr | Österreich | 5:4 n. P. (0:0, 3:2, 1:2, 0:0, 1:0) | Lettland | Olympiahalle, Innsbruck Zuschauer: 700 |

| 14. April 2011 18:00 Uhr | Österreich | 2:3 n. P. (0:1, 2:1, 0:0, 0:0, 0:1) | Lettland | Olympiahalle, Innsbruck Zuschauer: 500 |

### Tabelle
| Pl. |             | Sp | S | OTS | OTN | N | Tore  | Punkte |
| --- | ----------- | -- | - | --- | --- | - | ----- | ------ |
| 1.  | Finnland    | 6  | 5 | 0   | 0   | 1 | 22:12 | 15     |
| 2.  | Schweden    | 6  | 5 | 0   | 0   | 1 | 21:13 | 15     |
| 3.  | Tschechien  | 6  | 4 | 0   | 1   | 1 | 12:10 | 13     |
| 4.  | Schweiz     | 6  | 3 | 1   | 1   | 1 | 18:13 | 12     |
| 5.  | Belarus     | 6  | 2 | 1   | 2   | 1 | 23:17 | 10     |
| 6.  | Deutschland | 6  | 3 | 0   | 0   | 3 | 18:12 | 9      |
| 7.  | Slowakei    | 6  | 3 | 0   | 0   | 3 | 19:15 | 9      |
| 8.  | Russland    | 6  | 1 | 2   | 1   | 2 | 23:22 | 8      |
| 9.  | Dänemark    | 6  | 1 | 2   | 0   | 3 | 14:22 | 7      |
| 10. | Norwegen    | 6  | 1 | 0   | 1   | 4 | 13:19 | 4      |
| 11. | Lettland    | 6  | 0 | 1   | 1   | 4 | 15:28 | 3      |
| 12. | Österreich  | 6  | 0 | 1   | 1   | 4 | 12:27 | 3      |

Abkürzungen: Pl. = Platz, Sp = Spiele, S = Siege, OTS = Siege nach Verlängerung (Overtime) oder Penaltyschießen, OTN = Niederlagen nach Verlängerung oder Penaltyschießen, N = Niederlagen